# Major League Baseball 1964
L'All-Star Game si disputò il 7 luglio allo Shea Stadium di New York e fu vinto dalla rappresentativa della National League per 7 a 4.
Le World Series 1964 si disputarono tra il 7 e il 15 ottobre e furono vinte dai St. Louis Cardinals che superarono per 4 partite a 3 i New York Yankees. Questo fu il settimo titolo nella storia di Cardinals.

## Stagione regolare

### American League
| #  | Squadra               | Vittorie | Sconfitte | Perc. | Diff. |
| -- | --------------------- | -------- | --------- | ----- | ----- |
| 1  | New York Yankees      | 99       | 63        | .611  | -     |
| 2  | Chicago White Sox     | 98       | 64        | .605  | 1.0   |
| 3  | Baltimore Orioles     | 97       | 65        | .599  | 2.0   |
| 4  | Detroit Tigers        | 85       | 77        | .525  | 14.0  |
| 5  | Los Angeles Angels    | 82       | 80        | .506  | 17.0  |
| 6  | Cleveland Indians     | 79       | 83        | .488  | 20.0  |
| 6  | Minnesota Twins       | 79       | 83        | .488  | 20.0  |
| 8  | Boston Red Sox        | 72       | 90        | .444  | 27.0  |
| 9  | Washington Senators   | 62       | 100       | .383  | 37.0  |
| 10 | Kansas City Athletics | 57       | 105       | .352  | 42.0  |

### National League
| #  | Squadra               | Vittorie | Sconfitte | Perc. | Diff. |
| -- | --------------------- | -------- | --------- | ----- | ----- |
| 1  | St. Louis Cardinals   | 93       | 69        | .574  | -     |
| 2  | Cincinnati Reds       | 92       | 70        | .568  | 1.0   |
| 2  | Philadelphia Phillies | 92       | 70        | .568  | 1.0   |
| 4  | San Francisco Giants  | 90       | 72        | .556  | 3.0   |
| 5  | Milwaukee Braves      | 88       | 74        | .543  | 5.0   |
| 6  | Los Angeles Dodgers   | 80       | 82        | .494  | 13.0  |
| 6  | Pittsburgh Pirates    | 80       | 82        | .494  | 13.0  |
| 8  | Chicago Cubs          | 76       | 86        | .469  | 17.0  |
| 9  | Houston Colt .45s     | 66       | 96        | .407  | 27.0  |
| 10 | New York Mets         | 53       | 109       | .327  | 40.0  |

### Record Individuali

#### American League
| Stat. | Giocatore         | Squadra           | Totale |
| ----- | ----------------- | ----------------- | ------ |
| AVG   | Tony Oliva        | Minnesota Twins   | .323   |
| HR    | Harmond Killebrew | Minnesota Twins   | 49     |
| RBI   | Brooks Robinson   | Baltimore Orioles | 118    |
| R     | Tony Oliva        | Minnesota Twins   | 109    |
| H     | Tony Oliva        | Minnesota Twins   | 217    |
| SB    | Luis Aparicio     | Baltimore Orioles | 57     |

| Stat. | Giocatore   | Squadra               | Totale |
| ----- | ----------- | --------------------- | ------ |
| W     | Dean Chance | Los Angeles Angels    | 20     |
| W     | Gary Peters | Chicago White Sox     | 20     |
| L     | Diego Segui | Kansas City Athletics | 17     |
| ERA   | Dean Chance | Los Angeles Angels    | 1.65   |
| K     | Al Downing  | New York Yankees      | 217    |
| IP    | Dean Chance | Los Angeles Angels    | 278 ⅓  |
| SV    | Dick Radatz | Boston Red Sox        | 29     |

#### National League
| Stat. | Giocatore        | Squadra               | Totale |
| ----- | ---------------- | --------------------- | ------ |
| AVG   | Roberto Clemente | Pittsburgh Pirates    | .339   |
| HR    | Willie Mays      | San Francisco Giants  | 47     |
| RBI   | Ken Boyer        | St.Louis Cardinals    | 119    |
| R     | Dick Allen       | Philadelphia Phillies | 125    |
| H     | Roberto Clemente | Pittsburgh Pirates    | 211    |
| H     | Curt Flood       | St. Louis Cardinals   | 211    |
| SB    | Maury Wills      | Los Angeles Dodgers   | 53     |

| Stat. | Giocatore      | Squadra             | Totale |
| ----- | -------------- | ------------------- | ------ |
| W     | Larry Jackson  | Chicago Cubs        | 24     |
| L     | Tracy Stallard | New York Mets       | 20     |
| ERA   | Sandy Koufax   | Los Angeles Dodgers | 1.73   |
| K     | Bon Veale      | Pittsburgh Pirates  | 250    |
| IP    | Don Drysdale   | Los Angeles Dodgers | 321 ⅓  |
| SV    | Hal Woodeshick | Houston Colt .45s   | 23     |

## Playoff

### World Series
| Data                                     | Squadra di casa     | Squadra ospite      | Ris.  |
| ---------------------------------------- | ------------------- | ------------------- | ----- |
| 07/10                                    | St. Louis Cardinals | New York Yankees    | 9 - 5 |
| 08/10                                    | St. Louis Cardinals | New York Yankees    | 3 - 8 |
| 10/10                                    | New York Yankees    | St. Louis Cardinals | 2 - 1 |
| 11/10                                    | New York Yankees    | St. Louis Cardinals | 3 - 4 |
| 12/10                                    | New York Yankees    | St. Louis Cardinals | 2 - 5 |
| 14/10                                    | St. Louis Cardinals | New York Yankees    | 3 - 8 |
| 15/10                                    | St. Louis Cardinals | New York Yankees    | 7 - 5 |
| St. Louis Cardinals vincono la serie 4-3 |                     |                     |       |

## Premi
- Miglior giocatore della Stagione

|    | Giocatore       | Squadra             |
| -- | --------------- | ------------------- |
| AL | Brooks Robinson | Baltimore Orioles   |
| NL | Ken Boyer       | St. Louis Cardinals |

- Rookie dell'anno

|    | Giocatore  | Squadra               |
| -- | ---------- | --------------------- |
| AL | Tony Oliva | Minnesota Twins       |
| NL | Dick Allen | Philadelphia Phillies |

- Miglior giocatore delle World Series

| Giocatore  | Squadra             |
| ---------- | ------------------- |
| Bob Gibson | St. Louis Cardinals |